# Akaflieg München Mü 27
Die Akaflieg München Mü 27 ist ein Segelflugzeug der studentischen Fliegergruppe Akaflieg München, bei dem die sogenannte Wortmann-Klappe – also eine im Flug veränderbare Flügelgeometrie – erprobt wurde. Das Flugzeug gilt mit einem maximalen Startgewicht von 900 kg als das schwerste Segelflugzeug der Welt und steht heute in der Flugwerft Schleißheim, einer Außenstelle des Deutschen Museums in München.

## Geschichte
Eines der Probleme für Hochleistungssegelflugzeuge ist, dass für das Steigen in der Thermik und für den Schnellflug zwischen zwei Aufwindgebieten zwei verschiedene Tragflächen-Profile benötigt werden: zum einen für das langsame Kreisen in der Thermik eine Tragfläche mit großer Flügelfläche und großer Wölbung und zum anderen für den Schnellflug eine dünne Tragfläche mit geringem Widerstand. In den 1970er-Jahren arbeiteten mehrere Akaflieg-Gruppen an Flugzeugen mit veränderbarer Flügelgeometrie, um dieses Problem zu lösen. Während die Akaflieg Stuttgart mit der fs 29 an einem Projekt mit veränderbarer Spannweite arbeitete, beschritten Braunschweiger Studenten mit der SB 11 und die Akaflieg München den Weg, die Flügelfläche durch Verändern der Flügeltiefe anzupassen.
Da es das erste von den Münchner Studenten gebaute Flugzeug in Faserverbundbauweise war und der Doppelsitzer über eine Spannweite von 22 Meter und vierteilige Flügel verfügte, zog sich das komplexe Projekt durch das ganze Jahrzehnt hin. Der erfolgreiche Erstflug konnte am 24. Januar 1979 durchgeführt werden, worauf sehr viele Modifikationen folgten, um die Flugeigenschaften des Segelflugzeuges zu verbessern.
Für den täglichen Flugbetrieb und Wettbewerbe stellte sich der Prototyp als nur bedingt geeignet heraus, da sowohl das Auf- und Abrüsten als auch die Wartung deutlich schwieriger waren als bei normalen Flugzeugen. So entschloss sich die Akaflieg München im Jahr 2009, das Flugzeug dem Deutschen Museum zur Verfügung zu stellen.

## Konstruktion
Auf der ganzen Länge des Flügels wurde eine spaltlose Wortmann-Klappe angebracht, die durch einen Elektromotor innerhalb von zehn Sekunden vollständig ein- oder ausgefahren werden kann. Die Flügelfläche ändert sich dadurch um 36 Prozent und gleichzeitig wird die Wölbung des Profils erhöht. Um dieses System zu realisieren, war es nötig, einen genieteten Kastenholm aus Aluminium zu konstruieren, der alle Biege- und Torsionsmomente des Flügels aufnimmt. Dieser muss den Flügel ausreichend steif machen, um ein Verkanten des Klappenmechanismus durch zu große Durchbiegung der Flächen zu verhindern. Ein weiteres Problem, das sich durch den aufwändigen Klappenmechanismus ergibt, stellen die Querruder dar, die aufgrund der Konstruktion in die Wortmann-Klappe integriert werden müssen.
Zu den Änderungen, die sich nach den ersten Flugerprobungen ergaben, zählte das Ersetzen des zuvor lenkbaren Spornrades durch ein starres und die Vergrößerung des Bremsschirmes, der für die Landung eingesetzt wird. Auch wurden sehr hohe Ruderkräfte beim Erstflug festgestellt, die durch konstruktive Maßnahmen an der Ansteuerung deutlich verringert werden konnten.

## Technische Daten
| Kenngröße             | Daten                 | Klappen ausgefahren  |
| --------------------- | --------------------- | -------------------- |
| Besatzung             | 1                     | 1                    |
| Passagiere            | 1                     | 1                    |
| Länge                 | 10,3 m                | 10,3 m               |
| Spannweite            | 22 m                  | 22 m                 |
| Höhe                  |                       |                      |
| Flügelfläche          | 17,6 m²               | 23,9 m²              |
| Flügelstreckung       | 27,5                  | 20,2                 |
| Gleitzahl             | 47                    |                      |
| Geringstes Sinken     | 0,65 m/s bei 108 km/h | 0,66 m/s bei 77 km/h |
| Leermasse             | 712 kg                | 712 kg               |
| max. Startmasse       | 900 kg                | 900 kg               |
| Höchstgeschwindigkeit | 230 km/h              | 149 km/h             |